# Fierce People (película)
Fierce People es una película dramática de 2005 adaptada por Dick Wittenborn de su novela en el 2002 con el mismo nombre. Dirigida por Griffin Dunne, es protagonizada por Anton Yelchin, Diane Lane, Chris Evans y Donald Sutherland.

## Trama
Atrapado en el departamento de su madre dependiente de las drogas, Finn Earl no quiere nada más que escapar de la ciudad de Nueva York. Quiere pasar el verano en América del Sur estudiando a los indios Ishkanani (conocidos como la "Gente Feroz") con su padre antropólogo a quien nunca conoció. El plan de Finn cambia después de que lo arrestan cuando compra drogas para su madre, Liz del Lower East Side, que trabaja como masajista. Decidida a volver a encarrilar sus vidas, Liz los muda a los dos a una casa de huéspedes para pasar el verano en la finca de su ex cliente, el multimillonario, Ogden C. Osbourne.
En el mundo de privilegios y poder de Osbourne, Finn y Liz se encuentran con los súper ricos, una tribu retratada como más feroz y misteriosa que cualquier cosa que el chico pueda encontrar en la jungla sudamericana.
Mientras Liz lucha contra su abuso de sustancias y se esfuerza por recuperar el amor y la confianza de su hijo, Finn se enamora de la nieta de Osbourne, Maya Langley. Se hace amigo de su hermano, Bryce Langley; y gana el favor de Osbourne. Cuando la violación y la violencia terminan con la aceptación de Finn dentro del clan Osbourne, las promesas de este mundo se agrian rápidamente. Tanto Finn como Liz, atrapados en una angustiosa lucha por su dignidad, descubren que pertenecer a un grupo tiene un alto precio.

## Elenco
- Anton Yelchin como Finn Earl.
- Diane Lane como Liz Earl.
- Chris Evans como Bryce.
- Donald Sutherland como Ogden C. Osbourne
- Kristen Stewart como Maya.
- Paz de la Huerta como Jilly.
- Elizabeth Perkins como Sra. Langley
- Garry Chalk como McCallum.

## Producción
Algunas partes de esta película fueron filmadas en Columbia Británica, Canadá, en el Castillo Hatley.

## Recepción
La película obtuvo críticas mixtas. Recibió un estreno limitado y recaudó 85.410 dólares en la taquilla de los EE. UU.